# پروکسیما قنطورس سی
پروکسیما قنطورس سی (انگلیسی: Proxima Centauri c) (که پروکسیما c یا آلفا قنطورس Cc نیز نامیده می‌شود) یک نامزد بحث‌برانگیز سیاره فراخورشیدی است که ادعا می‌شود به دور ستاره کوتوله سرخ پروکسیما قنطورس که نزدیک‌ترین ستاره به خورشید و بخشی از یک سامانه ستاره‌ای سه‌گانه است در حال گردش است. . این سیاره تقریباً ۴٫۲ سال نوری (۱٫۳ پارسک؛ ۴۰ تریلیون کیلومتر؛ ۲۵ تریلیون مایل) از زمین در صورت فلکی قنطورس قرار دارد که آن را همراه با پروکسیما قنطورس بی و پروکسیما قنطورس دی، نزدیک‌ترین سیاره‌های فراخورشیدی شناخته شدهٔ منظومه شمسی می‌کند.
پروکسیما قنطورس سی یک ابرزمین یا مینی‌نپتون است که نزدیک به ۷ برابر جرم زمین است و هر ۱۹۲۸ روز (۵٫۲۸ سال) در حدود ۱٫۴۹ یکای نجومی (۲۲۳ میلیون کیلومتر؛ ۱۳۹ میلیون مایل) به دور ستارهٔ خود می‌چرخد. این سیارهٔ فراخورشیدی به دلیل جرم زیاد و فاصلهٔ آن از پروکسیما قنطورس، غیرقابل سکونت است و دمای تعادل آن تقریباً ۳۹ کلوین (۲۳۴٫۲- درجه سانتیگراد؛ ۳۸۹٫۵- درجه فارنهایت) است.
این سیاره از دیدگاه یک ناظر زمینی از برابر ستارهٔ مادر خود عبور نمی‌کند.
وجود این سیاره برای اولین بار توسط ماریو داماسو اخترفیزیکدان ایتالیایی و همکارانش در آوریل ۲۰۱۹ گزارش شد. تیم داماسو متوجه حرکات جزئی پروکسیما قنطورس در داده‌های سرعت شعاعی اثر داپلر از ابزار اکوی هارپس شده بود که نشان‌دهندهٔ احتمال چرخش سیارهٔ دوم به دور پروکسیما قنطورس است. این کشف در ژانویه ۲۰۲۰ منتشر شد.